# Charles de Vintimille du Luc
Charles de Vintimille du Luc (* 2. September 1741 in Versailles; † 14. Februar 1814 in St-Germain-en-Laye) war ein französischer Aristokrat und General; illegitimer Sohn König Ludwigs XV.

## Leben
Charles Emmanuel Marie Magdelon de Vintimille, Marquis du Luc, kam 1741 im Schloss Versailles als illegitimer Sohn des Königs Louis XV. von Frankreich und dessen Mätresse Pauline-Félicité, Marquise de Vintimille, zur Welt. Da es eine schwere Geburt war – die Mutter Pauline starb nur wenige Tage nach seiner Geburt – wurde er von dem herbeigeeilten Pariser Erzbischof Charles Gaspard de Vintimille du Luc, seinem Verwandten, notgetauft. Der ebenfalls herbeigeeilte Ehemann seiner Mutter, Jean-Baptiste de Vintimille du Luc, anerkannte ihn als seinen eigenen Sohn. Die offizielle Taufe fand am 19. Dezember 1742 auf dem Familienanwesen in Savigny-sur-Orge statt, wo er auch aufwuchs. Paten waren sein Großonkel, der Erzbischof, und seine Großmutter Marie Charlotte du Refuge du Luc, Ehefrau des Gaspard-Magdelon-Hubert de Vintimille du Luc.
Charles Emmanuel, genannt Monsieur de Savigny (später Graf von Marseille, nach seiner Heirat Graf von Luc), sah dem König so ähnlich, dass man ihn bei Hofe Demi-Louis, d. h. halber Ludwig, nannte. König Ludwig sorgte zwar für seinen Sohn, legitimierte ihn aber nicht und traf ihn auch nie bei Hofe. Die neue Mätresse des Königs, Madame de Pompadour, wollte ihn 1751 mit ihrer Tochter Alexandrine Lenormant d’Étiolles (1744–1754) verheiraten, jedoch lehnte der König das ab, zudem starb Alexandrine 1754 im Alter von zehn Jahren.
Wie sein Vater und sein Großvater schlug Charles die militärische Laufbahn ein. Mit 17 Jahren, am 15. August 1758, wurde er Kornett, am 2. September 1759 Hauptmann (capitaine) im Regiment Bourbon-cavalerie, am 4. November 1764 Gouverneur der Inseln Porquerolles und Lingoustier und am 15. November 1765 Oberst des Regiments Royal-Corse. 1780 wurde er Brigadier und 1781 Maréchal de camp des Armés du Roi. Zu Beginn der Revolution nach Turin emigriert, kehrte er nach der Amnestie 1800 nach Frankreich, Fontainebleau, zurück, und erhielt 1808 die polizeiliche Erlaubnis, sich in Versailles niederzulassen. 1811 verzog er nach St-Germain-en-Laye, wo er am 14. Februar 1814 starb.
Charles de Vintimille heiratete am 26. November 1764 in Paris (Pfarrei St-Eustache) Adélaïde Marie Marguerite Madeleine de Castellane-Esparron (1746–1770), eingeführt bei Hofe am 2. Dezember 1764 als Marquise du Luc. Sie starb am 29. März 1770 nach einer Fehlgeburt. Der Sohn aus dieser Ehe war Charles-Félix-René de Vintimille du Luc. Die ältere Tochter Adélaïde († 1825) heiratete den Marquis de Sainte-Alvère, Henri de Lostanges, die jüngere Tochter Candide († 1820) den General Jean-Baptiste de Félix d’Ollieres.